# Axel Olrik
Axel Olrik (Copenaghen, 3 luglio 1864 – Øverød, 17 febbraio 1917) è stato un storiografo e folklorista danese, pioniere dello studio metodico della narrativa orale.

## Biografia
Figlio del pittore e scultore Ole Henrik Benedictus Olrik, aveva quattro fratelli (Dagmar Olrik, Eyvind Olrik, Hans Olrik e Jørgen Olrik) ed una sorella (Benedicte Olrik).
Diplomatosi presso la Metropolitanskolen di Nørrebro nel 1881, dove rimase influenzato da personaggi come Adam Oehlenschläger (autore del poema Guldhornene), Jens Jacob Asmussen Worsaae ed Elseus Sophus Bugge (autore di teorie sui miti e sulle antichità scandinave). In un'intervista rilasciata per la rivista Bugge nel 1907, si espresse come segue, riguardo a queste figure che influenzarono l'inizio della sua carriera universitaria.

### Carriera

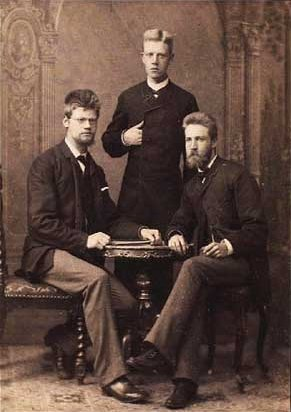
Axel Olrik (a sinistra) con i suoi fratelli Eyvind e Hans, fotografati da Ludvig Grundtvig

Olrik iniziò i suoi studi presso l'Università di Copenaghen nel 1881. Nel 1886 vinse la medaglia d'oro universitaria per un saggio inerente all'Edda Poetica; conseguì il Master of Arts in Filologia Norrena nel 1887 e il dottorato di ricerca nel 1892. L'anno successivo divenne docente privato presso l'università stessa. Il 1º aprile 1896 fu premiato con una posizione temporanea alla cattedra sul corso di folklore scandinavo, che in data 9 aprile 1913 fu convertita in una cattedra straordinaria. A parte un periodo a Oslo nel 1892, dove studiò con Moltke Moe, trascorse tutta la sua carriera presso l'Università di Copenaghen.

### Lavoro accademico
Mentre era studente, Olrik passò presto sotto l'influenza di Svend Grundtvig, che lo trattò quasi come un figlio sino alla sua morte, nel 1883.
Il suo primo impegno accademico fu quello di continuare il lavoro di Grundtvig sulle ballate danesi.

## Onorificenze
Nel 1911 Orlik fu nominato come primo membro esterno dell'Accademia finlandese di Scienze e Lettere.